# Heinrich von Kirchberg
Heinrich von Kirchberg (* um 1225/1233; † nach 1282) war ein auch politisch einflussreicher thüringischer Jurist des 13. Jahrhunderts.

## Leben
Geboren um 1225/1233, war Heinrich wahrscheinlich Angehöriger der Ministerialfamilie derer von Kirchberg (bei Jena). Heinrich erhielt wohl seine Schulausbildung in Erfurt, studierte anschließend, unterstützt von Markgraf Heinrich III. von Meißen (1221–1288), die artes liberales in Paris und schloss dort sein Studium mit dem Magistertitel ab. 1253 ist Heinrich in Assisi zu finden, 1254 u. a. in Angelegenheiten des Magdeburger Erzbischofs in Rom und beim Papst (Papstaudienz). In letzterem Zusammenhang erlangte Heinrich seine Erhebung zum Subdiakon und eine Pfründe am Naumburger Domstift, die er trotz langwieriger Streitigkeiten (1254–1257) gegen den Widerstand der Stiftsherren nicht antreten konnte.
Der im Verlauf der Auseinandersetzung exkommunizierte Heinrich verließ Deutschland und studierte in Bologna römisches und kanonisches („beiderlei“) Recht. In Padua wurde Heinrich zum doctor decretorum promoviert. Nach seiner Rückkehr nach Deutschland findet sich der Jurist wieder im Dienst des Markgrafen Heinrich. Er war Verhandlungsführer auf markgräflicher Seite bei Verhandlungen mit lombardischen Städten um die Erhebung des Markgrafenenkels Friedrich des Freidigen († 1323) zum italienischen König (1269 oder 1271). Daneben war Heinrich Rechtsvertreter geistlicher Personen, so des Erfurter Propstes Lambert von Gleichen (Streit um die Propstei des Würzburger Neumünsterstifts), des Abtes von Fulda (Verleihung einer Grafschaft an Heinrich) oder des Kustos Gerhard (Streit um die Propstei des Heiligkreuzstiftes Nordhausen). 
1275 wurde Heinrich Rechtsvertreter der Stadt Erfurt und ihrer Bürger, dann vom Samländer Bischof Christian von Mühlhausen (1277–1291) mit der (geplanten) Propstei des Samländer Domkapitels belehnt. Im Streit der Stadt Erfurt mit dem Stadtherrn, dem Mainzer Erzbischof Werner von Eppstein, agierte der doctor decretorum unglücklich. Das exkommunizierte Erfurt (Interdikt 1279–1282) musste sich schließlich dem Erzbischof unterwerfen, Heinrich wurde entlassen (1282). Ab diesem Zeitpunkt fehlt jeglicher Anhaltspunkt für das weitere Leben des Juristen.
Neben der urkundlichen Überlieferung bietet die zwei ersten Distinktionen im Occultus Erfordensis des Nikolaus von Bibra (oder doch eines anderen Autors?) einen (wenn auch polemischen) Einblick in das Leben des Heinrich von Kirchberg. Heinrich gilt als Repräsentant der damals in Erscheinung tretenden studierten und gelehrten Juristen im Deutschland des 13. Jahrhunderts.